# Barrimysia siphonasomae
Barrimysia siphonasomae is een tweekleppigensoort uit de familie van de Lasaeidae. De wetenschappelijke naam van de soort is voor het eerst geldig gepubliceerd in 1989 door Morton & Scott.